# 樞機團團長

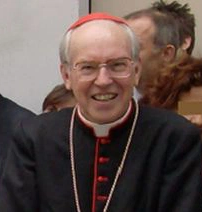
現任樞機團團長若翰·雷樞機

樞機團團長（拉丁語：Decanus Sacri Collegii）是天主教會的神職人員頭銜之一，指的是所有樞機的集合——樞機團的首席者；此職往例上都由一名主教級樞機擔任。依現行的《天主教法典》規定樞機團團長若是出缺，則由領羅馬城郊教區銜的主教級樞機們自他們其中選出一位接任。 樞機團團長僅為「同儕之首」，對其他樞機无管轄權，不過在樞機會議上可擔任主席。
此外，作為樞機團團長的他會保留自己在擔任樞機團團長前所領的羅馬城郊教區頭銜外，又加上給予樞機團團長領銜用的奧斯底亞羅馬城郊教區主教頭銜。
現任樞機團團長為若翰·雷樞機。

## 職責及任期限制
除了可能的在罗马教廷機關的職務外，樞機團團長最重要的職責之一是當教宗死亡或教宗辭職導致宗座出缺時，他必須召開選舉秘密會議以選出下一任教宗。此外，在總司庫出缺時，在選出下一任總司庫前此一職責也是由樞機團團長代理。
當教宗選出後，樞機團團長得以詢問當選者得獲選意願；而在少數情形中，若是當選者尚未被祝圣為主教，則主持祝圣儀式的責任也是由樞機團團長執行。以上的職責若是在樞機團團長受阻，或者是在因年滿八十歲而失去投票權而無法擔任會議主席時，此時這些職責則由副團長或年資及級階較高的樞機代理。
由於其職責之重要性，樞機團團長必須在羅馬城有住所。而在主教身分上他擁有奧斯底亞教區的領銜，並且保留他之前所領有的另一個羅馬城郊教區頭銜以及他還是司鐸或執事級樞機時所領有的堂區銜。
教宗方濟各於2019年12月21日宣布樞機團團長一職不可無限期擔任。團長的每一任期會改為5年，完成該5年任期後有機會獲續任5年。